# Замятин, Борис
Бори́с Замя́тин (литературный псевдоним Бориса Ильича Френкеля; род. 15 июня 1940, Бердичев) — русский советский прозаик, поэт и драматург, журналист.

## Биография
Родился 15 июня 1940 г. на Украине в городе Бердичеве.
По окончании местного маштехникума уехал работать на Урал и поступил в Уральский политехнический институт (ныне Уральский федеральный университет, Екатеринбург).
Работал в Воронеже, там же первые публикации в газете «Молодой коммунар» (1967).
С 1974 г. в Москве, где начал печататься в центральной прессе, в многочисленных сборниках афоризмов и поэтических миниатюр.
В 1996 году эмигрировал в Германию, где сотрудничал с ведущими русскими газетами и журналами: «Русская Германия», «Контакт», «Рубеж», «Партнер» и др.
Работал редактором в газете «Европа Экспресс», сатирического раздела журнала «Ру-башка», главным редактором журнала «Имидж».
Написал и поставил пьесу «Увидеть Париж и остаться».
Борис Замятин член Московского клуба афористики, СП Москвы, Союза русскоязычных писателей Германии, московского клуба сатириков и юмористов «Чертова дюжина», немецкоязычного отделения международного ПЕН-клуба.
Его стихи, рассказы и очерки переведены на немецкий язык и опубликованы в сборниках «Wir in Deutschland», «Zuhause nur im Wort», «Schloss Moabit» и др.
Краткие сведения о нём включены в справочник «Русская литература сегодня», изданном в Москве (раздел «Зарубежье»), в справочнике «Одулев» и книге «Русские зарубежные писатели начала XXI века. Автобиографии», изданными в Германии.
В 2011-15 гг. — председатель Содружества русскоязычных литераторов Германии, в 2009-11 гг. и 2015-19 гг.  — заместитель председателя, с 2019 г.  — член Правления Содружества.
В 2024 в воронежском издательстве Кварта издана книга "Суп из Фейербаха".
Живёт в Берлине.

## Книги
Борис Замятин автор пяти книг: «Двоеборие» с Борисом Крутиером, «Три ума палата» с Анатолием Расом и Виктором Сумбатовым, «Неизмятые мысли» — авторская книга, «Мгновения» - сборник поэзии, авторская книга, "Суп из Фейербаха " - многожанровый сборник, авторская книга ( Воронеж: Кварта, 2024.)

## Публикации
Рассказы опубликованы в журналах «Дружба народов», «Грани», «Родная речь», «Литературный европеец», «Русское литературное эхо», «Студия», в газете «Вести» (Израиль) и др.  Участник многих сборников афористики: «Современные афоризмы», «Большая книга афоризмов», «Антология мудрости», «Парадоксальные мысли отечественных афористов», «Царственное слово», «Осторожно, острый ум», ежегодного «Альманаха Московского клуба афористики» и др.

## Участие в творческих и общественных организациях
- Член, председатель (2011—2015), заместитель председателя (2015—2019), член правления (с 2019) Содружества русскоязычных литераторов Германии (СЛоГ)[1]

## Награды
Лауреат премии «Золотой телёнок» «Литературной Газеты» («Клуба 12 стульев») (1994).
Лауреат газеты «Чертова дюжина». Москва
В 2009 году удостоен диплома международного конкурса «Согласование времен» в номинации проза.